# 朝日印刷
朝日印刷株式会社（あさひいんさつ）は、富山県富山市に本社を置く包装資材製造メーカー。医薬品の包材に強みを持つ。

## 沿革
- 1872年11月 - 新川県（現在の富山県）魚津町にて　小澤重三郎が小澤活版所を創業。
- 1882年 - 富山市内へ移転。市内の売薬袋の印刷を手掛ける様になる。
- 1945年8月1日 - 富山大空襲により本社・工場を焼失。終戦直後に取引先から提供された土地に工場を再建し事業を再開。
- 1946年5月 - 印刷包装材料の製造、販売を目的として　富山市荒川に朝日印刷紙器株式会社を設立。
- 1968年4月 - 本社及び工場を富山市黒崎に新設移転。
- 1989年10月 - 工場（現富山工場）を婦負郡婦中町板倉（現：富山市婦中町）に新設、工場部門及び富山営業部を移転。
- 1993年8月 - 日本証券業協会に株式を店頭登録。
- 1998年3月 - ISO9001の認証を取得。
- 2002年2月 - ISO14001の認証を取得。
- 2002年3月 - 商号を朝日印刷株式会社に変更し　本社を富山市大手町に移転。
- 2002年11月 - 東京証券取引所　第二部へ株式を上場。
- 2003年11月 - 婦負郡婦中町板倉（現：富山市婦中町）に富山第二工場を新設。
- 2008年6月 - 富山市婦中町板倉に化粧品包材専用工場（富山東工場）を新設。
- 2010年 - 富山市婦中町板倉に富山南工場を新設。
- 2012年 - 富山市婦中町板倉に富山第三工場を新設。
- 2015年4月 - 本社を富山市一番町1番1号 一番町スクエアビル内に移転